# FIRA-Turnier 1996/97
Das FIRA-Turnier 1996/97 war ein von der Fédération Internationale de Rugby Amateur (FIRA) veranstaltes Turnier für europäische Rugby-Union-Nationalmannschaften. Es handelte sich um einen Ersatz für die vorübergehend nicht mehr ausgetragene Europameisterschaft.
Frankreich, Italien und Rumänien nahmen nicht teil. Außerdem konnten Frankreich und Italien das Finale des vorangegangenen Wettbewerbs erst am 23. März 1997 austragen, also nach Beginn dieses Turniers. Die Verbände beider Länder waren auch nicht mehr daran interessiert, an einer Europameisterschaft teilzunehmen.
Sieger des Turniers war Spanien, das sich im Finale mit 25:18 gegen Portugal durchsetzte.

## Modus
Zwölf Mannschaften wurden in vier Dreiergruppen eingeteilt, wobei jede Mannschaft je ein Heim- und Auswärtsspiel austrag. Die vier Erstplatzierten spielten anschließend um die Teilnahme um den Einzug ins Finale, die vier Zweitplatzierten nahmen an den Spielen um die Plätze 5 bis 8, die vier Drittplatzierte an den Spielen um die Plätze 9 bis 12. Die Rangfolge in der Vorrunde entsprach auch der Einteilung der Teams in der zweiten Runde der Qualifikation zur Weltmeisterschaft 1999.
Es gab keine zweite Division und die übrigen 18 europäischen Nationalmannschaften trugen die erste Runde der WM-Qualifikation aus.

## Vorrunde

### Gruppe A
|    | Land        | Spiele | Siege | Unent. | Ndlg. | Spiel- punkte | Diff. | Tabellen- punkte |
| -- | ----------- | ------ | ----- | ------ | ----- | ------------- | ----- | ---------------- |
| 1. | Spanien     | 2      | 2     | 0      | 0     | 102:17        | + 85  | 6                |
| 2. | Belgien     | 2      | 1     | 0      | 1     | 24:80         | − 56  | 4                |
| 3. | Deutschland | 2      | 0     | 0      | 2     | 20:49         | − 29  | 2                |

| 16. November 1996 | Belgien | 24 : 3 | Deutschland | Brüssel |
| 16. November 1996 |         |        |             | Brüssel |

| 24. November 1996 | Deutschland | 17 : 25 | Spanien | Fritz-Grunebaum-Sportpark, Heidelberg |
| 24. November 1996 |             |         |         | Fritz-Grunebaum-Sportpark, Heidelberg |

| 8. Dezember 1996 | Spanien | 77 : 0 | Belgien | Estadio Nacional Universidad Complutense, Madrid |
| 8. Dezember 1996 |         |        |         | Estadio Nacional Universidad Complutense, Madrid |

### Gruppe B
|    | Land       | Spiele | Siege | Unent. | Ndlg. | Spiel- punkte | Diff. | Tabellen- punkte |
| -- | ---------- | ------ | ----- | ------ | ----- | ------------- | ----- | ---------------- |
| 1. | Georgien   | 2      | 2     | 0      | 0     | 47:34         | + 13  | 6                |
| 2. | Russland   | 2      | 1     | 0      | 1     | 57:43         | + 14  | 4                |
| 3. | Tschechien | 2      | 0     | 0      | 2     | 28:55         | − 27  | 2                |

| 22. September 1996 | Tschechien | 14 : 18 | Georgien | Tatra Smíchov Rugby Club, Prag |
| 22. September 1996 |            |         |          | Tatra Smíchov Rugby Club, Prag |

| 20. Oktober 1996 | Georgien | 29 : 20 | Russland | Boris-Paitschadse-Nationalstadion, Tiflis |
| 20. Oktober 1996 |          |         |          | Boris-Paitschadse-Nationalstadion, Tiflis |

| 26. Oktober 1996 | Russland | 37 : 14 | Tschechien | Fili-Stadion, Moskau |
| 26. Oktober 1996 |          |         |            | Fili-Stadion, Moskau |

### Gruppe C
|    | Land        | Spiele | Siege | Unent. | Ndlg. | Spiel- punkte | Diff. | Tabellen- punkte |
| -- | ----------- | ------ | ----- | ------ | ----- | ------------- | ----- | ---------------- |
| 1. | Portugal    | 2      | 2     | 0      | 0     | 66:17         | + 49  | 6                |
| 2. | Tunesien    | 2      | 1     | 0      | 1     | 26:26         | ± 0   | 4                |
| 3. | Niederlande | 2      | 0     | 0      | 2     | 26:75         | − 49  | 2                |

| 27. Oktober 1996 | Niederlande | 15 : 20 | Tunesien | Leiden |
| 27. Oktober 1996 |             |         |          | Leiden |

| 24. November 1996 | Portugal | 55 : 11 | Niederlande | Estádio Universitário de Lisboa, Lissabon |
| 24. November 1996 |          |         |             | Estádio Universitário de Lisboa, Lissabon |

| 7. Dezember 1996 | Tunesien | 6 : 11 | Portugal | Stade El Menzah, Tunis |
| 7. Dezember 1996 |          |        |          | Stade El Menzah, Tunis |

### Gruppe D
|    | Land     | Spiele | Siege | Unent. | Ndlg. | Spiel- punkte | Diff. | Tabellen- punkte |
| -- | -------- | ------ | ----- | ------ | ----- | ------------- | ----- | ---------------- |
| 1. | Polen    | 2      | 2     | 0      | 0     | 33:26         | + 7   | 6                |
| 2. | Marokko  | 2      | 1     | 0      | 1     | 33:22         | + 11  | 4                |
| 3. | Dänemark | 2      | 0     | 0      | 2     | 15:33         | − 18  | 2                |

| 28. September 1996 | Polen | 16 : 10 | Dänemark | MOSiR-Stadion, Danzig |
| 28. September 1996 |       |         |          | MOSiR-Stadion, Danzig |

| 19. Oktober 1996 | Marokko | 16 : 17 | Polen | Stade de C.O.C., Casablanca |
| 19. Oktober 1996 |         |         |       | Stade de C.O.C., Casablanca |

| 2. November 1996 | Dänemark | 5 : 17 | Marokko | Fredriksberg-Stadion, Kopenhagen |
| 2. November 1996 |          |        |         | Fredriksberg-Stadion, Kopenhagen |

## Halbfinalrunde
Spiele um Platz 1 bis 4
| 19. April 1997 | Portugal | 21 : 17 | Georgien | Estádio Universitário de Lisboa, Lissabon |
| 19. April 1997 |          |         |          | Estádio Universitário de Lisboa, Lissabon |

| 20. April 1997 | Spanien | 44 : 10 | Polen | Estadio Nacional Universidad Complutense, Madrid |
| 20. April 1997 |         |         |       | Estadio Nacional Universidad Complutense, Madrid |

Spiele um Platz 5 bis 8
| 20. April 1997 | Belgien | 9 : 14 | Marokko | König-Baudouin-Stadion (Annex), Brüssel |
| 20. April 1997 |         |        |         | König-Baudouin-Stadion (Annex), Brüssel |

| 20. April 1997 | Tunesien | 25 : 30 | Russland | Stade El Menzah, Tunis |
| 20. April 1997 |          |         |          | Stade El Menzah, Tunis |

Spiele um Platz 9 bis 12
| 19. April 1997 | Dänemark | 8 : 13 | Deutschland | Aalborg |
| 19. April 1997 |          |        |             | Aalborg |

| 19. April 1997 | Tschechien | 19 : 18 | Niederlande | CE Group Rugby Arena, Prag |
| 19. April 1997 |            |         |             | CE Group Rugby Arena, Prag |

## Finalrunde
Spiel um Platz 11
| 10. Mai 1997 | Niederlande | 48 : 5 | Dänemark | Gemeentelijk Sportpark, Hilversum |
| 10. Mai 1997 |             |        |          | Gemeentelijk Sportpark, Hilversum |

Spiel um Platz 9
| 11. Mai 1997 | Tschechien | 9 : 14 | Deutschland | Stadion Eden, Prag |
| 11. Mai 1997 |            |        |             | Stadion Eden, Prag |

Spiel um Platz 7
| 10. Mai 1997 | Belgien | 22 : 29 | Tunesien | König-Baudouin-Stadion (Annex), Brüssel |
| 10. Mai 1997 |         |         |          | König-Baudouin-Stadion (Annex), Brüssel |

Spiel um Platz 5
| 17. Mai 1997 | Marokko | 20 : 7 | Russland | Aalborg |
| 17. Mai 1997 |         |        |          | Aalborg |

Spiel um Platz 3
| 10. Mai 1997 | Polen | 29 : 23 | Georgien | Sopot |
| 10. Mai 1997 |       |         |          | Sopot |

Finale
| 11. Mai 1997 | Spanien | 25 : 18 | Portugal | Estadio Nacional Universidad Complutense, Madrid |
| 11. Mai 1997 |         |         |          | Estadio Nacional Universidad Complutense, Madrid |

## Abschlussplatzierungen
1. Spanien
2. Portugal
3. Polen
4. Georgien
5. Marokko
6. Russland
7. Tunesien
8. Belgien
9. Deutschland
10. Tschechien
11. Niederlande
12. Dänemark